# 赫拉德凱 (切爾尼戈夫州)
51°0′32″N 31°10′23″E / 51.00889°N 31.17306°E
赫拉德凯（烏克蘭語：Гладке），是烏克蘭的村落，位於該國北部切爾尼戈夫州，由切爾尼戈夫區負責管轄，始建於1666年，面積1.82平方公里，海拔高度114米，2001年人口453，人口密度每平方公里248.63人。